# 矢代藤一
矢代 藤一（やしろ とういち、1892年（明治25年）1月5日 - 1966年（昭和41年）11月23日）は、大日本帝国陸軍軍人。最終階級は陸軍主計中将。

## 経歴
1892年（明治25年）に東京府で生まれた。陸軍経理学校第8期主計候補生として1914年（大正3年）5月21日に卒業した。1937年（昭和12年）11月1日に陸軍主計大佐進級と同時に第6師団経理部長（第11軍）に着任して日中戦争に出動した。1939年（昭和14年）3月に関東軍司令部附となり、1940年（昭和15年）8月に駐蒙軍経理部長に就任した。
1941年（昭和16年）3月1日に陸軍主計少将に進級し、11月6日に北部軍経理部長に着任。1943年（昭和18年）2月に組織改組により北方軍経理部長となり、1944年（昭和19年）3月10日に第5方面軍経理部長に就任し、10月26日に陸軍主計中将に進級。1945年（昭和20年）2月10日から北部軍管区経理部長を兼任し、終戦を迎えた。
1947年（昭和22年）11月28日、公職追放仮指定を受けた。